# Takeši Aragaki
Takeši Aragaki (japonsky: 新垣武, Aragaki Takeši, narozen 4. června 1956) je profesionální hráč go.

## Třídy
- 1. dan – 1969
- 2. dan – 1971
- 3. dan – 1972
- 4. dan – 1974
- 5. dan – 1975
- 6. dan – 1980
- 7. dan – 1983
- 8. dan – 1989
- 9. dan – 1994